# シュヴィンゲン
シュヴィンゲン（ドイツ語 : Schwingen、フランス語 : lutte Suisse、スイスドイツ語 : Hose(n)lupf）とは、スイスで行われるレスリングの一種。ちなみに「シュヴィンゲン」（Schwingen）とは、ドイツ語で「振り回す」（英語でいう「スイング」）を意味する。日本ではスイス相撲と呼ばれることがある。

## 概要
- アルペン山脈のふもとで毎年初夏から秋にかけて行われる夏祭りで行われる。
- スイスではホルヌッセン（球技）やスタインストッセン（石置き）と共にスイスの国技と考えられている。
- 毎年地域のチャンピオンが集まって、3年に一回「連邦シュヴィンゲンアルプス祭り」という全国大会が実施される。この大会には25万人が集うといい、優勝する事は大変名誉な事とされる。
- 広告や金銭的な後援をしない事になっており、商品も花輪や牛といったものである。

## 歴史
夏季に牧童達がレスリングごっこをして遊んだのが起源とされ、最も古い記録は10世紀のものだという。中世に書かれた絵には既に基本的な技が見られる。試合が殴り合いに発展したため、危険だとしてある州では200年の間禁止されていたという。
17世紀から18世紀にはアルペン地方に広まった。特にエメンタール、オーバーハスリ、エントルブッフで広まったという。
19世紀に全国に広まったという。1895年にはスイスシュヴィンゲン連盟が設立された。

## 技術
- おがくずを敷いた直径12メートルの円形のリングで試合を行う。
- どちらかの両肩が地面に付くと勝ちになる。ポイントもあり、勝負が付かない場合はポイントが高いほうが勝ちになる。勝者は敗者の背中に付いたおがくずを払って互いの健闘を称えるのが慣わしである。
- 体重によって階級などはない。ただし、出場する男達は大工、肉屋、きこり、チーズ職人といった力のいる仕事に就く男性が多く、いずれも大男だという。
- 選手は革で出来た「ツヴィルヒホーゼ」という短いズボンを穿く。このズボンは相撲でいう廻しのような役割を果たし、選手は互いにズボンを掴んで投げに持ち込むことが出来る。また、投げる時は相手の着衣を掴んでいないと失格となる。
- 柔道に似た投げ技も存在し、腰車に似た「ヒュフター」、内股に似た「ブリーンツァー」といった技がある。